# 러브 & 팝
러브 & 팝(ラブ&ポップ, Love & Pop)은 일본에서 제작된 안노 히데아키 감독의 1998년 드라마 영화이다. 미와 아스미 등이 주연으로 출연하였고 오츠키 토시미치 등이 제작에 참여하였다.

## 출연

### 주연
- 미와 아스미
- 키라리
- 쿠도 히로노
- 나카마 유키에

### 조연
- 아사노 타다노부
- 하야시바라 메구미
- 이시다 아키라
- 미츠이시 코토노
- 모리모토 레오
- 오카다 나나
- 테즈카 토루
- 와타나베 잇케이